# Заболотово (Пермский край)
Заболотово — деревня в Большесосновском районе Пермского края. Входит в состав Кленовского сельского поселения.

## Географическое положение
Расположена в 1 км к востоку от реки Чёрная 1-я, в 14 км к юго-востоку от административного центра поселения, села Кленовка, и в 16 км к северо-западу от районного центра, села Большая Соснова.

## Население
| 2010 |
| ---- |
| 334  |

## Улицы[2]
- Дорожный пер.
- Каменная ул.
- Лесная ул.
- Мира ул.
- Молодёжная ул.
- Молодёжный пер.
- Полевая ул.
- Садовая ул.
- Советская ул.
- Совхозная ул.
- Школьная ул.

## Топографические карты
- Лист карты O-40-73 Кузьма. Масштаб: 1 : 100 000. Состояние местности на 1983 год. Издание 1984 г.